# 1997 WB33
1997 WB33 är en asteroid i huvudbältet som upptäcktes den 29 november 1997 av LINEAR i Socorro County, New Mexico.